# Чентрале Олмара (Венеција)
Чентрале Олмара (итал. Centrale Olmara) је насеље у Италији у округу Венеција, региону Венето.
Према процени из 2011. у насељу је живело 172 становника. Насеље се налази на надморској висини од 11 м.